# Natzaret (metropolitana di Valencia)
La stazione di Natzaret è una stazione della linea 10 della metropolitana di Valencia situata nel quartiere Natzaret di Valencia. È stata inaugurata il 17 maggio 2022. Si trova su Carrer de Fontilles, dove è presente una piattaforma rialzata tra i due binari del tram.